# Mecistocephalus silvestrii
Mecistocephalus silvestrii är en mångfotingart som beskrevs av Bonato och Minelli 2004. Mecistocephalus silvestrii ingår i släktet Mecistocephalus och familjen storhuvudjordkrypare.
Artens utbredningsområde är Nepal. Inga underarter finns listade i Catalogue of Life.